# Damaris
Damaris er fornavn og kunsternavn for en populær peruviansk folkesangerinde. Hendes fulde navn er Damaris Mallma Porras og hun blev født den 26. januar 1986 i Huancayo i Peru. Damaris synger nutidig musik, der blander forskellige stilarter inden for popmusiken, med afsæt i traditionel indiansk musik fra Andes-regionen. Damaris blander traditionelle rytmer og harmonier, som findes i folkemusikken i andesregionen på sit modersmål Quechua med mainstream popmusik.
Damaris er datter af en anden af Perus markante fortolkere af folkemusikken, sangerinden Victoria de Ayacucho, bedre kendt som Saywa. 
Damaris startede sin musikalske karriere i 1993, syv år gammel. Herefter har Damaris studeret musik, sang og teater i Peru. Hendes debut som solosanger fandt sted i 1994 på forskellige scener, som for eksempel Teatro Segura i Lima, Miraflores amphitheater og ved Universidad Mayor de San Marcos. I 2008 vandt hun Folkesangsfestivalen Festivál de Viña del Mar.
Damaris nyder stor popularitet i Peru på tværs af sociale og etniske skel i kraft af sin velproducerede popmusik og respektfulde omgang med Perus musikalske arv, der inkluderer både de oprindelige befolkningers musikalske og sproglige arv og den kulturelle arv, som kolonialmagten har bragt med sig.

## Eksterne hilder og henvisninger
- Wikimedia Commons har flere filer relateret til Damaris
- Damaris' officielle spansk-sprogede hjemmeside